# Fort Gaines
Fort Gaines é uma cidade localizada no estado americano de Geórgia, no Condado de Clay.

## Demografia
Segundo o censo americano de 2000, a sua população era de 1110 habitantes.
Em 2006, foi estimada uma população de 1037, um decréscimo de 73 (-6.6%).

## Geografia
De acordo com o United States Census Bureau tem uma área de
20,0 km², dos quais 12,4 km² cobertos por terra e 7,6 km² cobertos por água.

## Localidades na vizinhança
O diagrama seguinte representa as localidades num raio de 32 km ao redor de Fort Gaines.